# Tommaso Brancaccio (bispo)
Tommaso Brancaccio (1621 – 29 de abril de 1677) foi um prelado católico romano que serviu como bispo de Nardò (1669 – 1677) e bispo de Avellino e Frigento (1656 – 1669).

## Biografia
Tommaso Brancaccio nasceu em Ugento, na Itália, em 1621. No dia 16 de outubro de 1656, foi nomeado bispo de Avellino e Frigento durante o papado de Alexandre VII. A 19 de agosto de 1669, foi nomeado bispo de Nardò durante o papado de Clemente IX. Serviu como bispo de Avellino e Frigento até à sua morte a 29 de abril de 1677.
Enquanto bispo, foi o principal co-consagrador de Giuseppe Petagna, bispo de Caiazzo (1657).